# Айслінген
Айслінген (нім. Eislingen) — місто в Німеччині, знаходиться в землі Баден-Вюртемберг. Підпорядковується адміністративному округу Штутгарт. Входить до складу району Геппінген.
Площа — 16,41 км2. Населення становить 21 243 ос. (станом на 31 грудня 2020).